# Puccinia rubefaciens
Puccinia rubefaciens är en svampart som beskrevs av Johanson 1886. Puccinia rubefaciens ingår i släktet Puccinia och familjen Pucciniaceae.   Inga underarter finns listade i Catalogue of Life.